# ヴァイオリンとヴィオラのための協奏交響曲 (モーツァルト)
ヴァイオリンとヴィオラのための協奏交響曲 変ホ長調 K.364は、ヴォルフガング・アマデウス・モーツァルトが作曲した協奏交響曲の一つである。

## 概要
1777年から1778年にかけてパリを訪れ、マンハイム楽派の影響を受けたモーツァルトは、1778年にパリで、当時彼らの間で流行していた協奏交響曲を書いている。
その後、1779年にザルツブルクに戻ってから書かれたもう1曲の協奏交響曲がこの曲である。
協奏交響曲は、独奏楽器がオーケストラと渡り合う協奏曲とは違う性格を持ち、複数の独奏楽器がオーケストラと協調的に響きを作る性格を持つ。しかしこの協奏交響曲の独奏パートは高く評価され、今日ではヴァイオリン・ヴィオラの名手による二重協奏曲として演奏される傾向にある。
この曲では、モーツァルトは独奏ヴィオラは全ての弦を通常より半音高く調弦すること（スコルダトゥーラ）を指定している。独奏ヴィオラのパート譜は変ホ長調の半音下のニ長調で書かれている。弦の張力を上げることにより華やかな響きとなり、更にヴィオラが響きやすいニ長調と同じ運指になることで、地味な音色であるヴィオラがヴァイオリンと対等に渡り合う効果を狙ったのである。
華やかに上昇するヴァイオリン、静かに深い世界へ向かうヴィオラという2つの楽器の性格はうまく使い分けられ、華やかながらも必ずどこかに陰影を帯びたモーツァルトの芸術性がうまく表現されている。
すでに作曲された5曲のヴァイオリン協奏曲と異なり、第1楽章と第2楽章にモーツァルト自身のカデンツァが残されているほか、技術的な面においても格段に高度になっている。演奏時間31分とモーツァルトの協奏曲としては比較的長大である。
18世紀末には、作者は不詳だが弦楽六重奏用に編曲されている。

## 編成
- 独奏ヴァイオリン、独奏ヴィオラ
- オーボエ2、ホルン2
- 第1・第2ヴァイオリン、第1・第2ヴィオラ、チェロ、コントラバス

オーケストラのヴィオラも2部になっているのが特徴である。

## 構成
3つの楽章からなる。演奏時間は約31分。
- 第1楽章　アレグロ・マエストーソ 変ホ長調 4分の4拍子。協奏風ソナタ形式。12分ー13分
- 第2楽章　アンダンテ ハ短調 4分の3拍子。ソナタ形式。11分-12分
- 第3楽章　プレスト 変ホ長調 4分の2拍子。ロンド形式。6分ー7分

## モーツァルトとヴィオラ
モーツァルト自身はヴィオラを弾いたと言われ、ヴィオラの独奏曲はないものの、この協奏交響曲の他にも、2曲のヴァイオリンとヴィオラの二重奏曲 (K.423, K.424)、クラリネット・ヴィオラ・ピアノのための三重奏曲「ケーゲルシュタット・トリオ」など、ヴィオラの活躍する曲が多い。弦楽五重奏でも、通常の弦楽四重奏に加えられるのはヴィオラであり、弦楽四重奏曲『ハイドン・セット』でのヴィオラの充実ぶりも特筆される。チェロの曲で特に目立った曲がないのとは対照的である。